# Hertogdom Saksen-Coburg-Saalfeld
Het Hertogdom Saksen-Coburg-Saalfeld (ook wel Hertogdom Saksen-Saalfeld-Coburg) was een van de Ernestijnse hertogdommen in Thüringen dat bestond van 1735 tot 1826.

## Geschiedenis
Na de dood van Ernst I de Vrome (1675), hertog van Saksen-Gotha, regeerden zijn zeven zoons gezamenlijk over het land. In 1680 besloten zij het gebied op te delen:
1. Frederik I (1646-1691) verkreeg Saksen-Gotha-Altenburg
2. Albrecht (1648-1699) verkreeg Saksen-Coburg
3. Bernhard I (1649-1706) verkreeg Saksen-Meiningen
4. Hendrik (1650-1710) verkreeg Saksen-Römhild
5. Christiaan (1653-1707) verkreeg Saksen-Eisenberg
6. Ernst II (1655-1715) verkreeg Saksen-Hildburghausen
7. Johan Ernst (1658-1729) verkreeg Saksen-Saalfeld

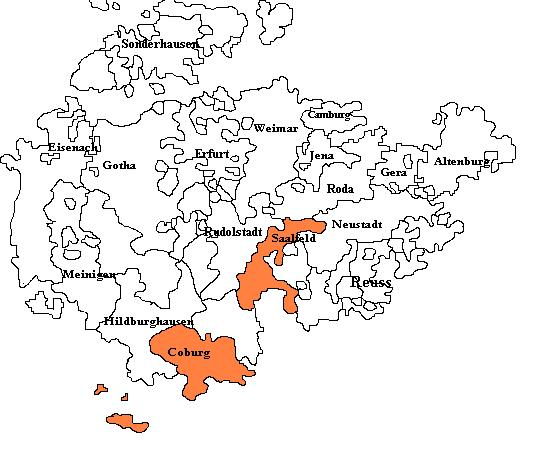
Hertogdom Saksen-Saalfeld binnen de Ernestijnse hertogdommen

De linie Saksen-Coburg stierf reeds met Albrecht zelf in 1699 uit. Het hieropvolgende erfenisconflict tussen Bernhard I en Johan Ernst duurde meer dan drie decennia en werd pas na verschillende interventies van Keizer Karel VI in 1735 beslecht. Saksen-Meiningen, Bernhard I, ontving hierbij het Amt Neuhaus en Sonneberg. De rest viel toe aan Saksen-Saalfeld, Johan Ernst, dat sindsdien Saksen-Coburg-Saalfeld heette. Deze staat was niet zelfstandig, maar viel conform de zogenaamde Nexus Gothanus onder de soevereiniteit van Saksen-Gotha-Altenburg.
Na Johan Ernsts dood in 1729 regeerden zijn zoons Christiaan Ernst (residentie Saalfeld) en Frans Jozias (residentie Coburg) gezamenlijk. Frans Jozias erfde in 1745 zijn broers deel van het hertogdom en voerde in 1747 de primogenituur in. Zijn jongste zoon Frederik Jozias, keizerlijk veldmaarschalk, droeg in hoge mate bij aan de bekendheid van Saksen-Coburg-Saalfeld.
Onder Frans Jozias' oudste zoon en opvolger Ernst Frederik raakte het hertogdom diep in de schulden, een situatie die ook onder diens zoon Frans niet verbeterde. Bij de laatstgenoemde begon de dynastieke klim van het geslacht Saksen-Coburg-Saalfeld: zijn zoon Leopold werd in 1831 koning der Belgen, zijn dochter Victoria was de moeder van de latere Britse koningin Victoria en nakomelingen in mannelijke lijn van zijn zoon Ferdinand George August kwamen op de tronen van Portugal en Bulgarije.
Saksen-Coburg-Saalfeld werd in 1805 onder Frans van de Nexus Gothanus bevrijd en ontving Themar in ruil voor Römhild van Saksen-Gotha-Altenburg. De staat trad in 1806 toe tot de Rijnbond, maar stond desondanks tot de Vrede van Tilsit in 1807 onder Frans bestuur. Hierop keerde Frans' opvolger Ernst vanuit Koningsbergen terug naar zijn land. Hij streed in 1813, 1814 en 1815 tegen Napoleon en ontving op het Congres van Wenen het vorstendom Lichtenberg. In 1821 schonk hij zijn land een liberale grondwet.

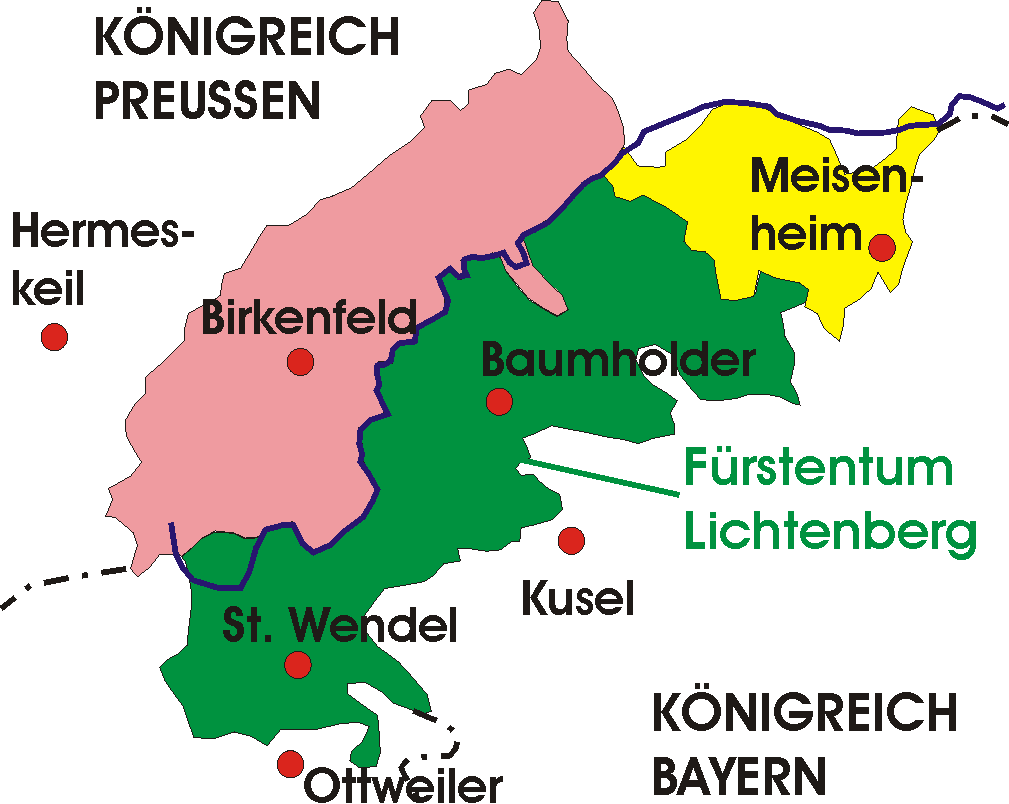
Vorstendom Lichtenberg
Oppervlakte: 537 km²
Bevolking: ± 25.000 (1816)
Steden: St. Wendel, Baumholder

Het uitsterven van de linie Saksen-Gotha-Altenburg met de dood van Frederik IV van Saksen-Gotha-Altenburg in 1825 leidde tot een nieuw erfenisconflict, waarin de Albertijnse keurvorst Frederik August I van Saksen in 1826 de knoop doorhakte. Ernst stond Saalfeld en Themar af aan Saksen-Meiningen en kreeg in ruil hiervoor Saksen-Gotha en de steden Königsberg en Sonnefeld. Saksen-Coburg en Saksen-Gotha werden sindsdien als Saksen-Coburg en Gotha in personele unie bestuurd.

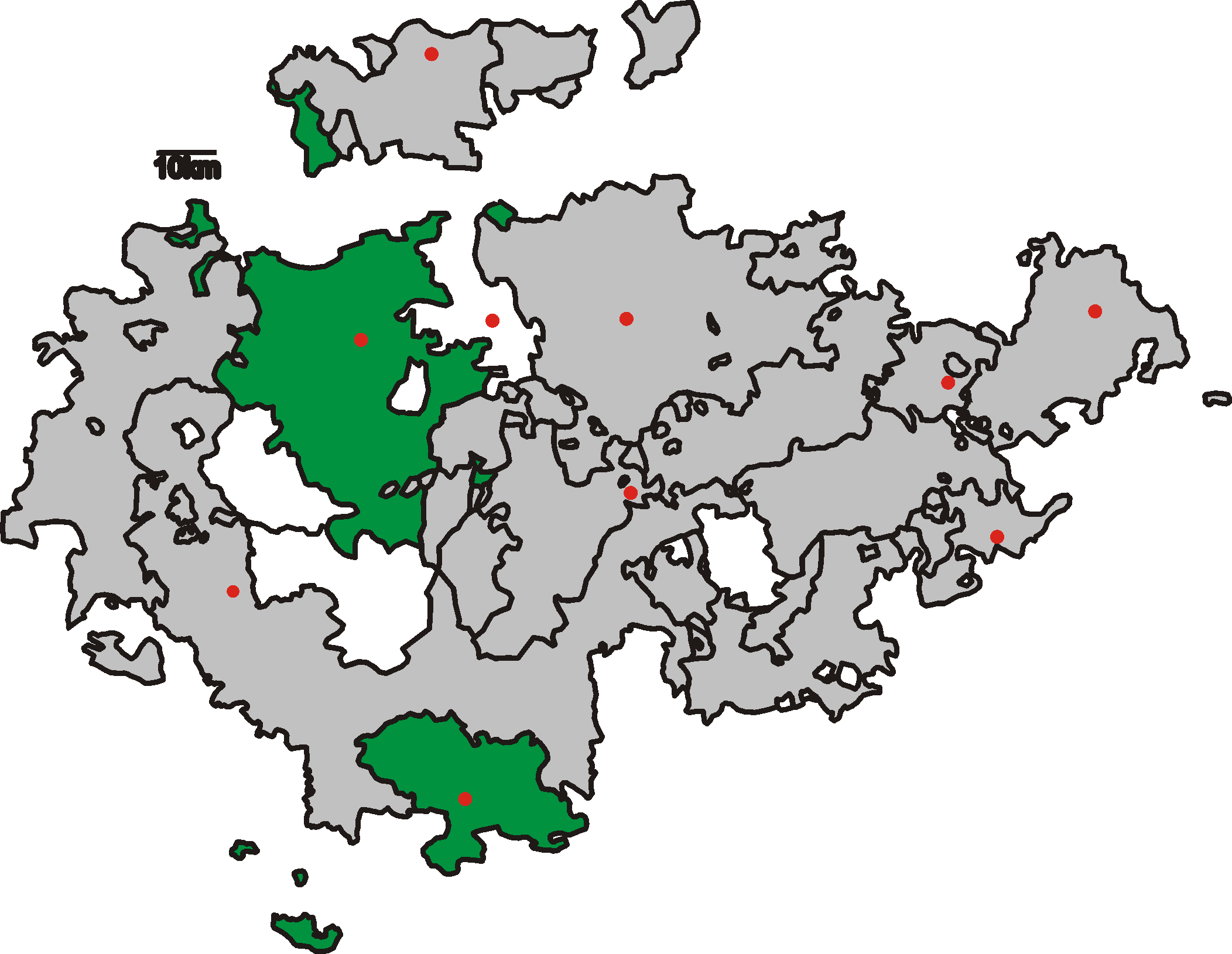
Saksen-Coburg-Gotha

## Hertogen
- 1735-1745: Christiaan Ernst (1683-1745) en Frans Jozias (1697-1764)
- 1745-1764: Frans Jozias (1697-1764)
- 1764-1800: Ernst Frederik (1724-1800)
- 1800-1806: Frans (1750-1806)
- 1806-1826: Ernst (1784-1844)

Anhalt-Bernburg · Anhalt-Dessau · Anhalt-Köthen · Arenberg · Aschaffenburg (tot 1810) · Baden · Berg · Frankfort (sinds 1810) · Hessen-Darmstadt · Hohenzollern-Hechingen · Hohenzollern-Sigmaringen · Isenburg · von der Leyen · Liechtenstein · Lippe · Mecklenburg-Schwerin · Mecklenburg-Strelitz · Nassau · Oldenburg · Regensburg (tot 1810) · Reuss-Ebersdorf · Reuss-Lobenstein · Reuss-Greiz · Reuss-Schleiz · Salm · Schaumburg-Lippe · Schwarzburg-Rudolstadt · Schwarzburg-Sondershausen · Saksen · Saksen-Coburg-Saalfeld · Saksen-Gotha-Altenburg · Saksen-Hildburghausen · Saksen-Meiningen · Saksen-Weimar-Eisenach · Waldeck-Pyrmont · Westfalen · Würzburg
Anhalt (1863-1866) ·
Anhalt-Bernburg (1815-1863) ·
Anhalt-Dessau-Köthen (1853-1863) ·
Anhalt-Dessau (1815-1853) ·
Anhalt-Köthen (1815-1853) ·
Baden · Beieren · Bremen · Brunswijk · Frankfort · Hamburg · Hannover · Hessen-Darmstadt · Hessen-Homburg · Hessen-Kassel · Hohenzollern-Hechingen · Hohenzollern-Sigmaringen · Holstein · Lauenburg · Liechtenstein · Limburg · Lippe · Lübeck · Luxemburg · Mecklenburg-Schwerin · Mecklenburg-Strelitz · Nassau · Oldenburg · Oostenrijk · Pruisen · Reuss jongere linie · Reuss oudere linie · Saksen · Saksen-Altenburg · Saksen-Coburg en Gotha · Saksen-Meiningen ·  Saksen-Weimar-Eisenach · Schaumburg-Lippe · Schwarzburg-Rudolstadt · Schwarzburg-Sondershausen · Waldeck-Pyrmont · Württemberg